# Eclissi solare del 3 ottobre 2043
L'eclissi solare del 3 ottobre 2043 è un evento astronomico che avrà luogo il suddetto giorno attorno alle ore 03:01 UTC.